# Einmal Frühling und zurück
Einmal Frühling und zurück ist ein deutscher Fernsehfilm der Frühling-Fernsehserie von Peter Stauch aus dem Jahr 2014. Er wurde am 23. März 2014 erstmals im ZDF ausgestrahlt. 
Der sechste Film innerhalb der Filmreihe führt die Geschichte der Dorfhelferin Katja Baumann, gespielt von Simone Thomalla, fort, die für die Hilfseinrichtung „Hand in Hand“ Familien in einem Dorf namens Frühling in Notsituationen zur Seite steht. Marco Girnth ist in einer wiederkehrenden Rolle als Tierarzt Mark Weber besetzt und Carolyn Genzkow als Katja Baumanns Tochter Kiki. Die Haupt-Gaststars dieser Folge sind Nele Kiper, Mirko Lang und Marinus Hohmann.

## Handlung
In dem kleinen bayerischen Dorf „Frühling“ kümmert sich die Dorfhelferin Katja Baumann um die alleinerziehende Charlize Gathman, die nach einem psychischen Zusammenbruch vorübergehend Probleme hat, ihren Alltag zu bewältigen. Zusammen mit ihrem Mann Philipp Forster war die junge Frau aus Südafrika nach Deutschland gekommen. Nach dem Scheitern ihrer Ehe bedauert sie diesen Schritt. Stark belastet sie auch, wie sehr der gemeinsame Sohn Gary unter der Trennung seiner Eltern leidet. Katja versucht für Charlize den Haushalt zu führen und muss miterleben, wie tief das Verhältnis des ehemaligen Paares zerrüttet ist. In einem anstehenden Sorgerechtsstreit erwirkt Garys Vater eine einstweilige Verfügung, sodass seine Exfrau mit dem gemeinsamen Kind nicht nach Südafrika ausreisen darf. Da Charlize’ Vater schwer erkrankt ist, was ihre Rückkehr erfordert, lässt sie Gary bei Katja.
Angeblich will der Junge nichts mit seinem Vater zu tun haben. Katja gewinnt allerdings den Eindruck, dass, entgegen der Behauptung von Charlize, Garys Vater sehr an seinem Sohn gelegen ist. Philipp Forster nutzt die Gelegenheit, sich intensiv um sein Kind zu kümmern und den Jungen, unbeeinflusst von seiner Mutter, davon zu überzeugen, wie wichtig er ihm ist.  
Katja erlaubt Forster allein mit seinem Sohn eine Klettertour zu unternehmen. Als Gary während der Tour schwer stürzt, macht Forster sich immense Vorwürfe, zumal er befürchtet, dass Charlize nun einen weiteren Grund hat, ihm das Sorgerecht verwehren zu lassen. Als Charlize aus Südafrika zurückkommt, reagiert sie empört, auch und insbesondere moniert sie, dass Katja ihre Kompetenzen eindeutig überschritten habe, als sie Gary seinem Vater anvertraut hat. Doch Katja wäre nicht Katja, wenn es ihr nicht gelingen würde, Garys Mutter davon zu überzeugen, dass der Junge seinen Vater braucht. Ihrem Sohn zuliebe nimmt Charlize Abstand von ihrer Entscheidung mit Gary nach Südafrika zurückzukehren.
Im Privatleben von Katja entspannt sich die Beziehung zu dem Tierarzt Mark Weber. Beide verstehen sich mittlerweile sehr gut, aber ihr Verhältnis ist immer noch rein freundschaftlich. Mit einem alten Auto als Geschenk für Katjas Tochter Kiki kann er beiden imponieren. Nachdem Kiki die Enttäuschung mit ihrem Freund Matze überwunden hat, freundet sie sich mit Sam an, einem jungen Kunstmaler.

## Produktion
Die Episode wurde vom ZDF in Zusammenarbeit mit „Seven Dogs Filmproduktion“ und teamWorx Television & Film produziert und im Rahmen der ZDF-„Herzkino“-Reihe ausgestrahlt.
Für Mareike Carrière sollte die Mitwirkung in diesem Film zu ihrer letzten Rolle werden. Die Schauspielerin starb am 17. März 2014.

## Rezeption

### Einschaltquote
Bei der Erstausstrahlung am 23. März 2014 wurde Einmal Frühling und zurück in Deutschland von 5,56 Millionen Zuschauern gesehen, was einem Marktanteil von 15,0 Prozent entsprach. In der Gruppe der 14- bis 49-jährigen Zuschauer konnten 1,13 Millionen Zuschauer und ein Marktanteil von 7,7 Prozent erreicht werden.

### Kritik
Rainer Tittelbach von tittelbach.tv kommt zu dem Urteil: „So langsam wird es ein bisschen viel mit der Farbenpracht, dem Landschaftlifting und den Kamerafiltern. Der emotionale Sorgerechtsfall ist dagegen mit sehr viel weniger Zwischentönen ausgestattet, dafür mit umso mehr knalligen Sozialklischees […] unterfüttert. […] Nichtsdestotrotz: die serielle Grundidee bleibt gut, Charaktere und Hauptcast sind im Rahmen des Wohlfühlgenres überdurchschnittlich und in ‚Einmal Frühling und zurück‘ gelingt eines besser denn je: Story wie Inszenierung setzen auf das Prinzip, ein Bild sagt mehr als 1000 Worte.“
Die Kritiker der Fernsehzeitschrift TV Spielfilm sehen das weniger positiv und zeigen bei dieser Folge mit dem „Daumen nach unten“. Sie urteilen: „Bei aller Schmonzettigkeit hatten die Geschichten aus dem fiktiven Dorf Frühling bisher Bodenhaftung und Humor - hier reden alle, als hätten sie Beziehungsratgeber vom Grabbeltisch auswendig gelernt.“ Fazit: „Humorfreier Tiefpunkt der ganzen Reihe.“

## DVDs
Alle Folgen sind auch auf DVD erschienen.